# Fanandrana
Fanandrana est une commune rurale de Madagascar située dans la province de Toamasina.

## Geographie
La localité se trouve sur la sive gauche du fleuve Ivondro à l'endroit où un pont permet à la RN 2 de le franchir et d'atteindre 22 km plus loin vers le nord, la ville de Toamasina.
Fanandrana porte le nom de la rivière dont la confluence avec l'Ivondro se situe sur la rive droite du fleuve lègerement en aval du pont.

## Économie
L'économie de la commune est essentiellement basée sur la production agricole : riz, palmier à huile, manioc, clou de girofle, canne à sucre et poivre. 
Le 25 mai 2024, le Président de la République malgache Andry Rajoelina inaugure la troisième prison de haute sécurité construite à Madagascar, sise sur le territoire de la commune dans le Fokontany d’Antananambo à une dizaine de kilomètres au nord-est de la ville-centre (18° 13′ 26″ S, 49° 18′ 17″ E
). Celle-ci peut accueillir jusqu'à 450 détenus. 